# Клан Кіннерд
Клан Кіннерд (шотл. Clan Kinnaird) — клан Кіннард, клан Кіннайрд - один з кланів рівнинної частини Шотландії - Лоуленду. На сьогодні клан не має визнаного герольдами Шотландії та лордом Лева вождя, тому клан називається в Шотландії «кланом зброєносців».
Гасло клану: Errantia Lumina Fallunt - Блукаючи вогні неправдиві (лат.)
Землі клану: Пертшир

## Історія клану Кіннерд
Здавна в Шотландії в області Пертшир була відома земля, а потім баронство Кіннерд (Кіннайрд). Вперше вожді клану Кіннерд згадуються в історичних документах в XII столітті — Ральф Руфус (лат. - Radulphus Ruffus) у 1180 році отримав грамоту на володіння землею від короля Шотландії Вільгельма І Лева. Існують записи, що підтверджують це право в королівських документах 1204 - 1214 років і стосуються грамот, які були вручені Річарду Кіннайрду — онуку Ральфа. Вождь клану Кіннерд - Рауф де Кінард (гельск. - Rauf de Kynard) підписав присягу на вірність королю Англії - «Рагман Роллс» у 1296 році, здійснив омаж після захоплення Шотландії королем Англії Едвардом І Довгоногим. В документах цей же вождь клану іноді називається Річард де Кіннард.
У 1430 році Вільям де Кіннард був нотаріусом в єпархії Сент-Едрюс (Святого Анндрія).  Томас де Кіннард фігурує в документах 1430 року. Ендрю де Кіннард згадується в документах земель Данді в 1435 року.
Алан де Кіннард згадується в документах щодо земельної власності земель Хілл в 1449 році. Вільям де Кіннард згадується в грамотах 1546 року.
Король Англії та Шотландії Карл II посвятив лицарі Джорджа Кіннерда з Інчтура у 1682 році. Це було нагородою вождю клану Кіннерд за його вірність королю та роялістам під час громадянської війни на Британських островах. Потім Джордж Кіннерд отримав від короля титул лорда Кіннерда.
III лорд Кіннерд — Патрік Кіннерд протестував проти об'єднання Англії і Шотландії, проти об'єднання парламентів Англії і Шотландії у 1707 році. Він виступав за незалежність Шотландії до своєї смерті у 1715 році.
Джордж Кіннерд (1754—1805) — VII лорд Кіннерд був депутатом Палати лордів парламенту Великої Британії, його брат дружив з поетами Персі Шеллі і лордом Байроном. Він був шанувальником мистецтва та літератури, допомагав театру Друрі-Лейн в Лондоні.
Джордж Вільям Фокс Кіннерд (1807—1878) — IX лорд Кіннерд був відомим шотландським політиком, діячем партії Вігів. Він був сином Чарльза Кіннерда — VIII лорда Кіннерд та леді Олівії Летиції Катеріни ФітцДжеральд — дочки Вільяма ФітцДжеральда — II герцога Лейнстера (Ірландія). Джордж Вільям Фокс Кіннерд отримав титул барона Россі, мав титули пера Шотландії, пера Великої Британії. Він був міністром уряду лорда Мельбурна, поки той уряд не впав у 1841 році. Входив до Таємної Ради. Був лицарем ордену Будяка.
Артур Кіннерд — XI лорд Кіннерд народився в 1847 році, був відомим діячем Футбольної асоціації Великої Британії на початку її створення, був скарбником асоціації і протягом 33 років був президентом цієї асоціації. Його внесок у виникнення і в розвиток футболу як виду спорту величезний. В молодості він і сам був гравцем. Крім футболу він ще займався багатьма видами діяльності. Він був директором банку Барклай, був лордом Верховної комісії Генеральної асамблеї церкви Шотландії у 1907—1909 роках.